# Daniel Tilenus
Daniel Tilenus, né le 4 février 1563 à Goldberg-en-Silésie et mort à Paris le 1er août 1633, est un théologien protestant.

## Biographie
Il est le fils de Georges Tilenus et de Marthe Lubelian.
Après avoir terminé ses études en Silésie, il vint en France, vers 1590. Pour son premier emploi, il fut le précepteur du jeune de la Rocheposay (qui devint archevêque de Poitiers en 1611.)
Il se fit connaître par la publication d'une conférence sur les traditions apostoliques qui eut à Paris en 1597, avec Jacques Davy du Perron, évêque d'Evreux.
En 1599 Tilenus fut appelé à Sedan en qualité de pasteur et de professeur en théologie. À la fondation de l'Académie de Sedan, en 1602, le duc de Bouillon, Henri de la Tour, son fondateur, lui confia les fonctions de professeur en théologie et de conseiller modérateur de l'Académie. Le duc de Bouillon confia à Tilenus l'éducation de son fils cadet Henri, le futur Turenne.
En 1605, Tilenus, de concert avec les ministres de l'église de Sedan, envoya huit articles au duc de Laval, pour empêcher sa conversion à la foi catholique. Tristan de Villelongue  fit une réponse à ces huit articles .
En 1609, l'Église réformée néerlandaise est secouée par une lutte entre l'Arminianisme et le Gomarisme. Tilenus finit par prendre position pour les premiers contre les seconds. À l'issue du Synode de Dordrecht (1618-1619) et de l'application des Canons de Dordrecht, il devient minoritaire dans l’Église réformée. Les calvinistes les plus intransigeants vinrent le pourchasser jusque Sedan, qu'il quitta au milieu de l'hiver 1619, pour gagner Paris.
Il participa encore à un débat, du 24 au 28 avril 1620, avec John Cameron, Théophile Brachet de La Milletière et Louis Cappel, au château de l'Isle, près d'Orléans.
Il fut mandaté par le duc de Bouillon pour calmer les ardeurs républicaines des protestants réunis en assemblée à La Rochelle, en décembre 1620.
Il semble avoir nourri une crainte du calvinisme : Léo Armagnac , raconte à son propos :« Ramsay le traite de « calviniste tolérant ». Il était si peu calviniste et si peu tolérant, qu'il disait : « Si je me trouvais dans la nécessité de me faire mahométan ou calviniste, j'aimerais mieux me faire mahométan; car enfin les mahométans adorent un Dieu bon et miséricordieux, au lieu que les calvinistes nous proposent un Dieu cruel et impitoyable qui damne ses créatures de propos délibéré. » ».

## Ses œuvres
- Défense de la suffisance et perfection de l'escriture sainte contre les cavillations du sieur du Perron, évesque d'Èvreux : par lesquelles il s'efforce de maintenir son traité de l'insuffisance et imperfection de l'escriture, La Rochelle, 1598, in-8°, réédité à Sedan : Jacob Salesse, 1601, in-8°, augmenté de quelques observations de l'auteur (3 éditions 1601, 1602, la 3e dédiée à Henri de la Tour, duc de Bouillon), 254 p[6].
- Exegesis Aphoristica in trigesimum fidei, quem orthodoxæ in Galliâ profitentur ecclesia articulum, qui est de Antichristo (seu Papâ), Secunda editio ab auctore recognita, et 76 Aphorismorum apolegeticorum accessione aucta, Sedan, 1604, in-4°, 58 p. ; 2e édition : Amsterdam : Jean Jansson, 1640, in-4°, 64 p.
- Syntagma Disputationum Theologicarum in Academiâ Sedanensi habîtarum, plusieurs éditions : Sedan, 1607, in-8° ; Herbon, 1607, in-8° ; Sedan, 1611 & 1614, in-8° ; Genève : Pierre et Jacques Chouet, 1618 & 1622 [7], in-8°, 1090 pages[8].
- Consideratio Sententiæ Jac. Arminii de Prædiestinatione, Gratiâ Dei et Libero Arbitrio, Francfort, 1612, in-8°[9].
- Examen Dogmatis P. Malinæi, de duarum in Christo Naturarum unionis hypostaticæ effectis (sine loco), 1612, in-°8, 117 p.
- S. Theologiæ Systema in Academià Sedanensi explicatum, Sedan : Jean Jannon, 1617, in-12°, réédité en 1622 & 1656.
- Disputationes tres R. Bellarmini : prima, de verbo Dei scripto et non scripto : secunda, de Christo capite ecelesiæ :tertia, de summo Pontifice ; cum noti et animadversionibus D. Tileni, Sedan : Jean Jannon, 1618 & 1619, 3 vol. in-4°.
- Contraversiarum in Belgicis ecclesiis hodie ferventium Hypotyposis Dialogistica, cui adjecta est Parenesis ad scotos Genevensis dissciplinae zelotas, Londres[10] : William Stanby, 1620, in-8°, 72 p., réédition : Horne, 1659, in-8°.
- Traité de la cause et de l'origine du péché, où sont examinées les opinions des Philosophes payens, des Juifs, des autres Hérétiques, des Libertins, Luther, Calvin et autres nouveaux qui ont traité cette matière, Paris : Fr. Jalliot, 1621, in-8°, 88 p.
- Advertissement à l'Assemblée de la Rochelle (s. loc.), 1621, in-8°, 30 p., réédité dans Le Mercure français, 1621, t. VII, pp. 223-243 & dans le t. VIII, pp. 156-216 des Discussions de Tilenus avec La Milletière sur L'Assemblée de la Rochelle.
- Examen d'un escrit intitulé : Discours des vrayes raisons pour lesquelles ceux de la religion prétendue reformée en France peuvent, en bonne conscience, résister par armes à la persécution ouverte que leur font les ennemis de leur religion et de l'estat : où est respondu à l'Advertissement à l'Assemblée de la Rochelle, par un des députés en la dite assemblée, Paris : Nic. Buon, 1622, in-8°, 86 p.
- Considérations sur le canon et serment des églises réformées, conclu et arresté au synode national d'Alez ès Cevennes, le 6 d'oct. 1620, pour l'approbation du synode tenu à Dordrecht en Hollande les ans 1618 et 1619 (s.loco.), 1622, in-8°, 24 p. (lire en ligne)
- Canones synodi Dordracenæ : cum notis et animadversionibus Tileri : adjectae sunt ad calcem Paralipomena ad amicam callationem quam cum Tileno, ante biennium institutam nuper publicavit Jo. Camero., Paris : Nic. Buon, 1622, in-8°, 228 p[11].
- La Doctrine des synodes de Dordrecht et d'Alez, mise à l’épreuve de la practique ; où, entre autres mystères, se découvre un moyen très-aisé pour rendre l'homme immortel en ce monde, Paris, 1623, in-8°, 32 p[12].
- Lettres à un Amy, touchant la nouvelle confession de foy de Cyrille, soi-disant patriarche de Constantinople, nouvellement publiée, tant en latin qu'en français (s. loco), 1629, in-8°, 23 p (lire en ligne)[13].
- Response aux articles proposez par quelques ministres d'Hollande, contenans les griefs sur lesquels le synode qui s'y tient doit deliberer, 1630, 62 p. (lire en ligne)[14].